# Ловушки
Ловушки (устар., айнск. — Мусир, а также Сивучьи Каменья; на российской карте 1745 года — Осыпной) — остров, представляющий группу скал в северной части Большой гряды Курильских островов. Скалы расположены в проливе Крузенштерна в 20 км к югу от острова Шиашкотан. Административно входят в Северо-Курильский район Сахалинской области России. Одно из пяти мест Большой Курильской гряды, где размножается сивуч (наряду с о-вами Райкоке, Брат-Чирпоев, Анциферова, субархипелагом Среднего).

## Название
В 1899 году Токийский университет отправил на Курильские острова антрополога и будущего известного исследователя Монголии Рюдзо Тории для изучения айнов. На острове Шикотан он опрашивал северокурильских айнов, которые были в полном составе переселены туда несколькими годами ранее (в 1884 году или в 17-й год эпохи Мэйдзи).
На основании почёрпнутых у северокурильцев сведений, Р. Тории сообщает следующее:

Мосири (скалы Ловушки), — существуют и другие названия: Хаити-миндру — местожительство человеческого рода; и Пирару-миндру — местожительство морского льва.

## История

### В Российской Империи
В 1760-х посланник камчатской администрации сотник Иван Чёрный заложил традицию порядкового исчисления островов и кучно расположенных субархипелагов Курильской гряды от Камчатки до Японии. Поэтому во времена гидрографических описаний конца XVIII — начала XIX века остров также имел номерное обозначение в составе Курильской гряды — Десятый. Согласно описанию Чёрного, в конце 1760-х «Муссыр» предстаёт как целостный остров — «круглый и каменистый, версты 3 окружностию».
Остров описан под названием Муссыр или Егакто у Г.И. Шелихова в его «Путешествии г. Шелехова с 1783 по 1790 год из Охотска по Восточному Океану к Американским берегам...»:

Муссыр или Егакто, остров, от предъидущего разделяется проливом около 35 верст; в длину и ширину на 3 версты. Подле его находятся два отпрядные камня или кекуры, из которых на одном плодятся Чайки, и Уриль, по Курильски Чуромыссыр, а на другом Сивучи, по Курильски Сыяго называемые. Сей остров каменист и не имеет ни ручьев, ни ключей, а воду остающуюся после дождей, достают из ям; пристань на нем весьма худа. Около сего острова много морских зверей, сивучей, кои на нем и плодятся. В Июне месяце телят бывает довольно, для промысла которых приезжают Курильцы с разных островов; больших стреляют из лука и ружья, а малых бьют палками; мясо их употребляют в пищу, а кожа молодых на обувь и одежду. В сем острове лесу нет никакого, и Курильцы для варения пищи воду и дрова привозят с собою.
В 1805 году участники первого русского кругосветного плавания на шлюпе «Надежда» под командованием И. Ф. Крузенштерна из-за сильного течения в этом месте едва сумели оторваться от скал, которые Крузенштерн нарёк «Каменными Ловушками», не распознав в них остров.

Современное русское название происходит от прозвища, которое российский мореплаватель Крузенштерн дал в 1805 году обнаруженным им скалам. Согласно сообщению другого мореплавателя начала XIX века В. М. Головнина, Крузенштерн не просто дал острову новое русское наименование, но и ошибочно приложил его старое нерусское название к соседствующему южному острову в цепочке Курильских островов, выстроенной с севера на юг, и соответствующим образом сдвигал на юг нерусские названия островов по всей цепочке:
Известно также, что в разных описаниях и на разных картах Курильских островов некоторые из них различно называются: несходство сие произошло от ошибки и незнания. Здесь не лишним будет упомянуть, под какими именами некоторые Курильские острова известны на лучших иностранных картах и в описании Капитана Крузенштерна. Остров Мусир, иначе жителями называемый Сивучьи каменья, капитан Крузенштерн называет Каменные ловушки. Райкоке он называет Мусиром, Матуа — Райкоке, Расшуа — Матуа, Ушисир — Расшуа, Кетой — Ушисиром, Симусир — Кетоем, а на иностранных картах пишут его Мариканом.
Симодский трактат 1855 года признал права Российской империи на остров, однако в 1875 году он, как и все находившиеся под российской властью Курилы, был передан Японии в обмен на признание российских прав на Сахалин.

### В составе Японии
В 1875—1945 годах субархипелаг принадлежал Японии. Был самой южной точкой уезда (гуна) Шумшу (Сюмусю в японском произношении), который входил с 1876 по 1882 год в состав провинции Тисима под управлением Комиссии по колонизации Хоккайдо; с 1882 до 1886 года — в состав префектуры Нэмуро, после — префектуры Хоккайдо.

### В составе СССР/РСФСР-России
В 1945 году по итогам Второй мировой войны перешел под юрисдикцию СССР.
2 февраля 1946 года включён в состав Южно-Сахалинской области.
2 января 1947 года включён в состав Сахалинской области РСФСР. С 1991 года в составе России, как страны-правопреемницы СССР.

### Особая позиция Японии по территориальной принадлежности скал
Используя в территориальном споре с Россией фактор Сан-Францисского мирного договора 1951 года, который не был подписан СССР, японское правительство, тем не менее, опирается на те варианты толкований договоренностей между союзниками — СССР, США, Великобританией и Китаем — которые подкрепляют японскую позицию. В частности, поскольку в Сан-Францисском договоре не оговаривается, в пользу какого государства Япония отказывается от своих прав на Курилы, принадлежность скал, по мнению японского правительства, до сих пор не определена, а за Россией признаётся лишь «фактический контроль».

## Геология и география
«Ловушки» состоят из 10 относительно крупных скал, а также более мелких осыхающих скал (обнажающихся во время отлива) и подводных камней.
Соединены между собой рифами и окружают с востока глубокий подводный кратер одноимённого вулкана. Морфоструктурные данные, наличие интенсивных магнитных аномалий и отсутствие террасы, соответствующей голоценовому повышению уровня моря, свидетельствуют о молодом, по-видимому голоценовом, возрасте вулкана. На карте надводные выступы кратера образуют фигуру в виде подковы, которая повёрнута своей зацепной частью к востоку. 
Крупнейшие скалы: 
- Долгая (высота 23 м 48°33′12″ с. ш. 153°51′21″ в. д.HGЯO),
- Высокая (высота 42 м 48°32′49″ с. ш. 153°51′54″ в. д.HGЯO),
- Котиковая (высота 28 м 48°31′42″ с. ш. 153°50′35″ в. д.HGЯO),
- Низкая (высота 2,7 м 48°32′05″ с. ш. 153°51′19″ в. д.HGЯO).

Скалы Ловушки находятся посреди пролива Крузенштерна, что разделяет курильские острова Райкоке и Шиашкотан. Райкоке отстоит от «Ловушек» на 50 км к юго-западу, а Шиашкотан — на 20 км к северо-востоку.

## Природа

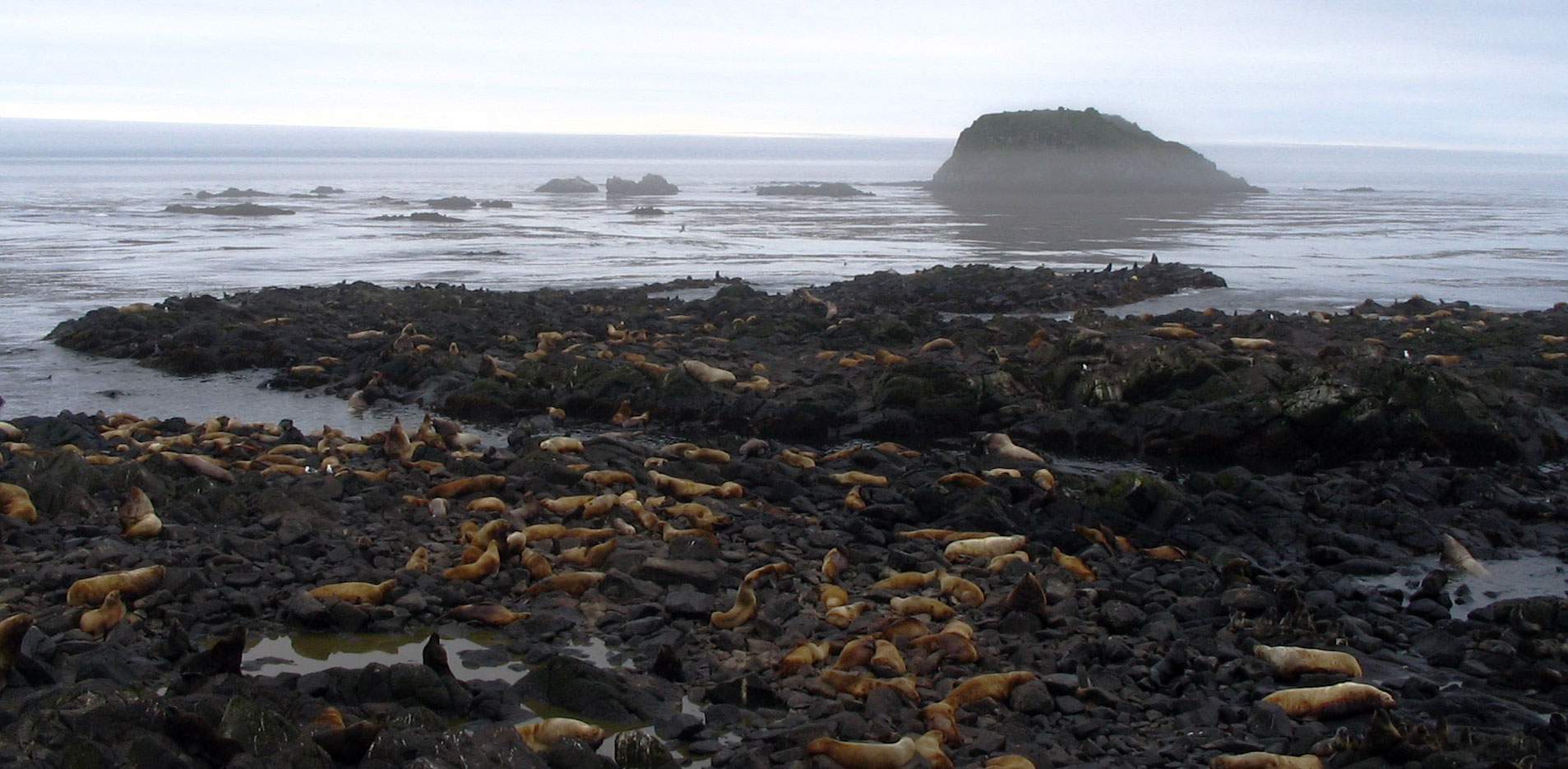
Скала Долгая — одно из самых крупных лежбищ сивучей

Здесь, на сравнительно небольшой площади, располагается одно из самых крупных лежбищ сивучей на Дальнем Востоке России. Только на скале Долгой в репродуктивный период залегает 750—830 молодых и взрослых особей и рождается 400—450 щенков. Скалы Долгая, Котиковая и Высокая являются также и родным домом для другого вида ушастых тюленей — северного морского котика — популяция которого обосновалась на этих скалах после хищнического истребления лежбища на близлежащем Райкоке в японский период (кроме этого в пределах России залегает только на островах Среднего).
Небольшое стадо островных тюленей, с ежегодной залёжкой на каменном плато, примыкающем к скале Высокой; отдельные особи островных тюленей иногда отмечались и на рифе Соединительном (на камнях между скалами Высокой и Долгой).
Растительность на скалах ограничивается некоторыми травами. Гнездятся бакланы, чайки, тупики, кайры, чистики.